# Щербатова Софія Степанівна
Княгиня Софія Степанівна Щербатова, до шлюбу Апраксіна (нар. 1798 — пом. 3 лютого 1885, Москва, Російська імперія) — фрейліна двору, статс-дама, благодійниця; друга дружина московського градоначальника генерала від інфантерії Олексія Григоровича Щербатова. Кавалерственна дама ордену Святої Катерини (30 серпня 1822).

## Біографія
Народилася в 1798 році в сім'ї хрещеника імператриці Катерини II Степана Степановича Апраксіна (1757—1827) і Катерини Володимирівни Голіциної (1770—1854), доньки знаменитої «Вусатої княгині». Дитинство і молодість разом з сестрою Наталією провела в садибі Ольгово в обстановці розкоші. Апраксіни жили відкрито, приймаючи всю Москву. У них був свій театр, свої актори і музиканти, бали, феєрверки та полювання. У домі часто гостювали юний Олександр Пушкін, його дядько Василь Пушкін, Петро Вяземський та інші поціновувачі мистецтва.
Вихованням дітей Катерина Володимирівна Апраксіна займалася сама. Її дочки вивчали мови і літературу, їм викладали музику і мистецтво. З двох дочок вона більше підтримувала старшу Наталю, яка мала з нею схожість розуму і характеру, Софію ж вона вважала надто серйозною дитиною, що надто не любила великого світу і була дуже простою в житті. Софія захоплювалася живописом, малюючи пейзажі. Вона багато читала, притому книги різного змісту, від найсерйозніших (любила Платон, Сенека) до повістей і романів. Була дуже релігійна, але без святенництва.

## Шлюб
Будучи фрейліною двору, 24 січня 1817 року стала дружиною вдівця князя Олексія Григоровича Щербатова, старшого на 22 роки. Вінчалися в Петербурзі в Ісаакієвському соборі, поручителями за нареченому були граф В. В. Толстой і Я. Ф. Скарятин; по нареченій — князь В. Д. Голіцин і С. С. Тализін. Перші роки шлюбу подружжя багато подорожувало Європою. Повернувшись до Російської імперії, оселилися в Петербурзі. Звідки Щербатови виїжджали на літо до свого підмосковного маєтку Литвиново. Вихованням дітей Софія Степанівна займалася сама. Не бажаючи мати гувернера, вона сама складала для них навчальний план, набирала найкращих вчителів і була присутня при уроках майже весь день.
У 1843 році з призначенням князя Щербатова на посаду військового генерал-губернатора сім'я переїхала в Москву. Їх будинок на Садовій довгий час був центром всієї старої столиці: родової, світської та благодійної. Дуже розумна і освічена, вихована в розкоші і багатстві, княгиня Щербатова, за свідченням людей, що добре її знали, була уособленням «grande dame», що не заважало їй, втім, всім сміливо говорити правду в очі, любити у всьому простоту, ненавидіти зніженість і неробство. Обтягуючись великими прийомами і представництвом, Софія Степанівна не ухилялася від них і користуючись своїм високим становищем і впливом у суспільстві, зайнялася благодійністю.

## Благодійна діяльність
|                   |  |  |
| Супруги Щербатовы |  |  |

Важлива заслуга княгині Щербатової полягала в тому, що вона намагалася внести правильну організацію у справу громадської благодійності. У 1844 році Софія Степанівна заснувала в Москві «Дамське піклування про бідних», головуючим якого була до 1876 року. Товариство мало на меті «відкривати людей, які справді потребують допомоги, особливо тих, що соромилися просити милостиню, і надавати їм згідно з обставинами і по мірі можливості такого роду допомоги, які приносили б їм істотну користь і не могли б бути вжиті на зло».
Після смерті свого чоловіка в 1848 році вона повідомила імператору Миколі I про намір передати на користь товариства грошові виплати, подаровані їй за заслуги чоловіка. У 1848 році під час епідемії холери в Москві княгиня Софія Степанівна спільно з лікарем Фрідріхом Гаасом організувала громаду для надання допомоги нужденним, що отримала назву Микільської. Сестри цієї громади продовжили свою діяльність і в роки Кримської кампанії.
Завдяки старанням Княгині Щербатової виникло Коміссарівське технічне училище. З її легкої руки засновувалися в Москві притулки для дітей, богадільні для пристарілих, будинки для безхатьків; пожвавилася діяльність тюремних комітетів. У 1847 році поблизу Новоспаського монастиря були створені благодійні установи, — богадільня, лікарня, дитячий притулок і церква, що носили її ім'я.
До глибокої старості Софія Степанівна особисто керувала заснованими і організованими нею благодійними установами, коли ж ця складна робота після 30-річних праць стала їй не під силу, вона передала її в інші надійні руки, але сама не переставала стежити за своїми закладами, відвідуючи їх і вигадуючи для них різні нововведення і поліпшення.

## Останні роки

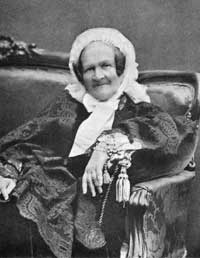
Княгиня Софія Щербатова

До кінця своїх днів вона зберегла чудову рухливість і діяльність, свіжість вражень, ясність розуму і здатність всім цікавитися. За тиждень до смерті вона власноруч написала свій заповіт, нікого не забувши в ньому; сама висловила бажання долучитися і  соборуватися. Княгиня Софія Степанівна Щербатова померла від запалення легенів 3 лютого 1885 року на 88-му році життя і була похована поряд із чоловіком у  Донському монастирі. Імператриця  Марія Федорівна писала її синові князю О. О. Щербатову:
|  | звістки про кончину матінки вашої, не можу не висловити глибокої скорботи Моєї про втрату настільки чутливою для сім'ї покійної і для Москви, яка втратила в ній усіма шанованої і поважної благодійниці |

30 квітня князь Щербатов передав Московській опікунській раді володіння матері на Садовій-Кудринській для облаштування дитячої лікарні (нині міська Дитяча клінічна лікарня № 13 імені М. Ф. Філатова), а також храму при ній.
 

## Діти
У шлюбі народилися:
- Катерина Олексіївна (1818—1869), що була одружена з Іларіоном Іларіоновичем Васильчиковим (1805—1862), генерал-ад'ютантом, київським, волинським та подільським генерал-губернатором, членом Державної Ради.
- Наталія Олексіївна (1819—1826)
- Григорій Олексійович (1819—1881), випускник С.-Петербурзького університету, очолював Цензурний комітет, був головою Агрономічного товариства; у складі ополчення брав участь в обороні Севастополя. Був одружений з Софією Олександрівною Паніною (1825—1905), онукою графа Микити Паніна.
- Ольга Олексіївна (1823—1879), фрейліна імператриці Олександри Федорівни, з 1847 року одружена з князем С. Ф. Голіциним (1812—1849), відставний ротмістр, трагічно загинув на полюванні у В. В. Апраксіна в селі Брасово Орловської губернії.
- Борис Олексійович (28.05.1824—6.06.1826).
- Володимир Олексійович (1826—1888), секретар російської місії в Штутгарті, дійсний статський радник, саратовський губернський предводитель дворянства, пізніше — саратовський губернатор. Був одружений з 1851 року з Марією Опанасівною Столипіною (1832—1901).
- Олександр Олексійович (1829—1902), закінчив юридичний факультет Московського університету, служив в кірасірському полку, московський міський голова. Був одружений з 1855 року з Марією Павлівною Мухановою (1836—1892), дочки історика і археографа Павла Муханова.

Дети
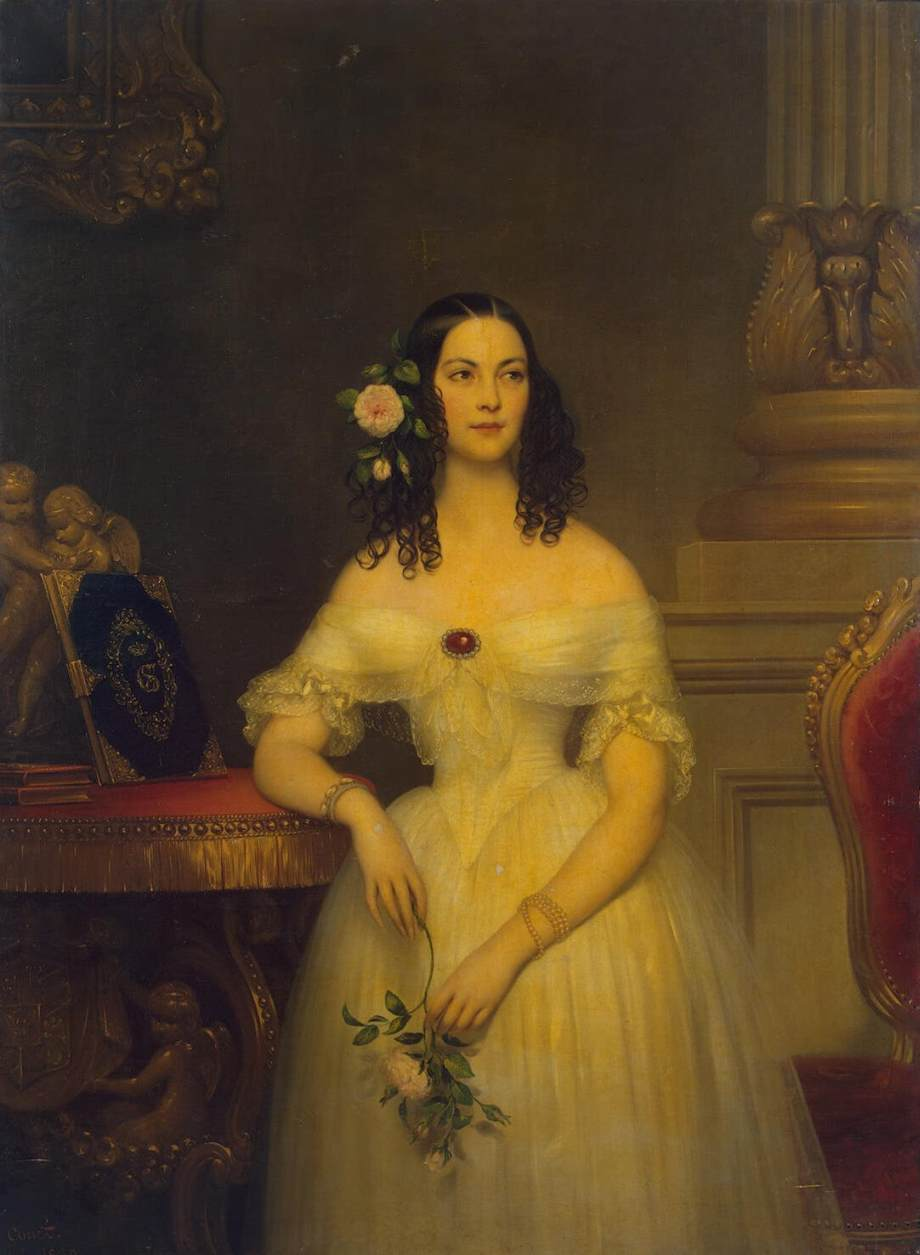
Катерина
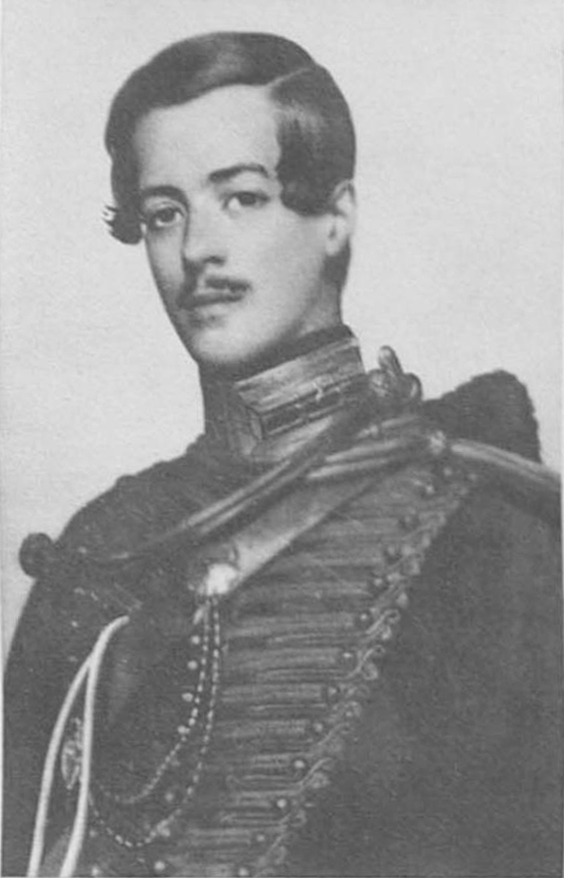
Григорій
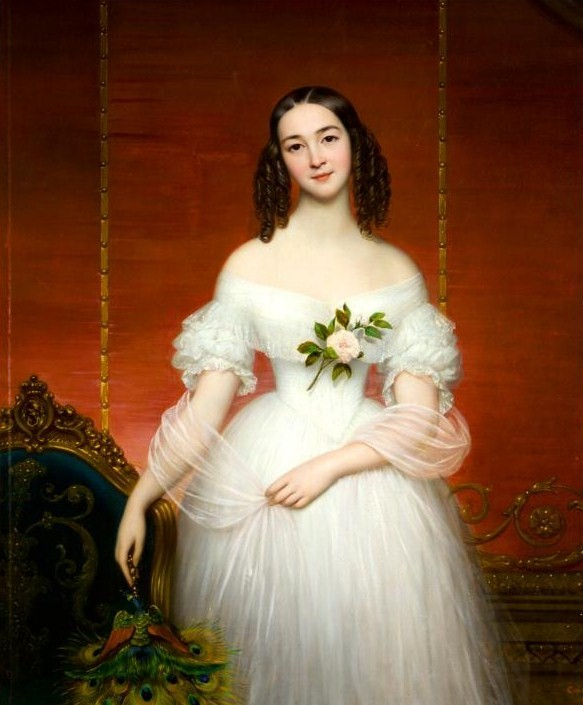
Ольга
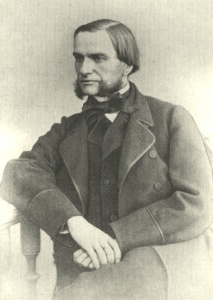
Володимир
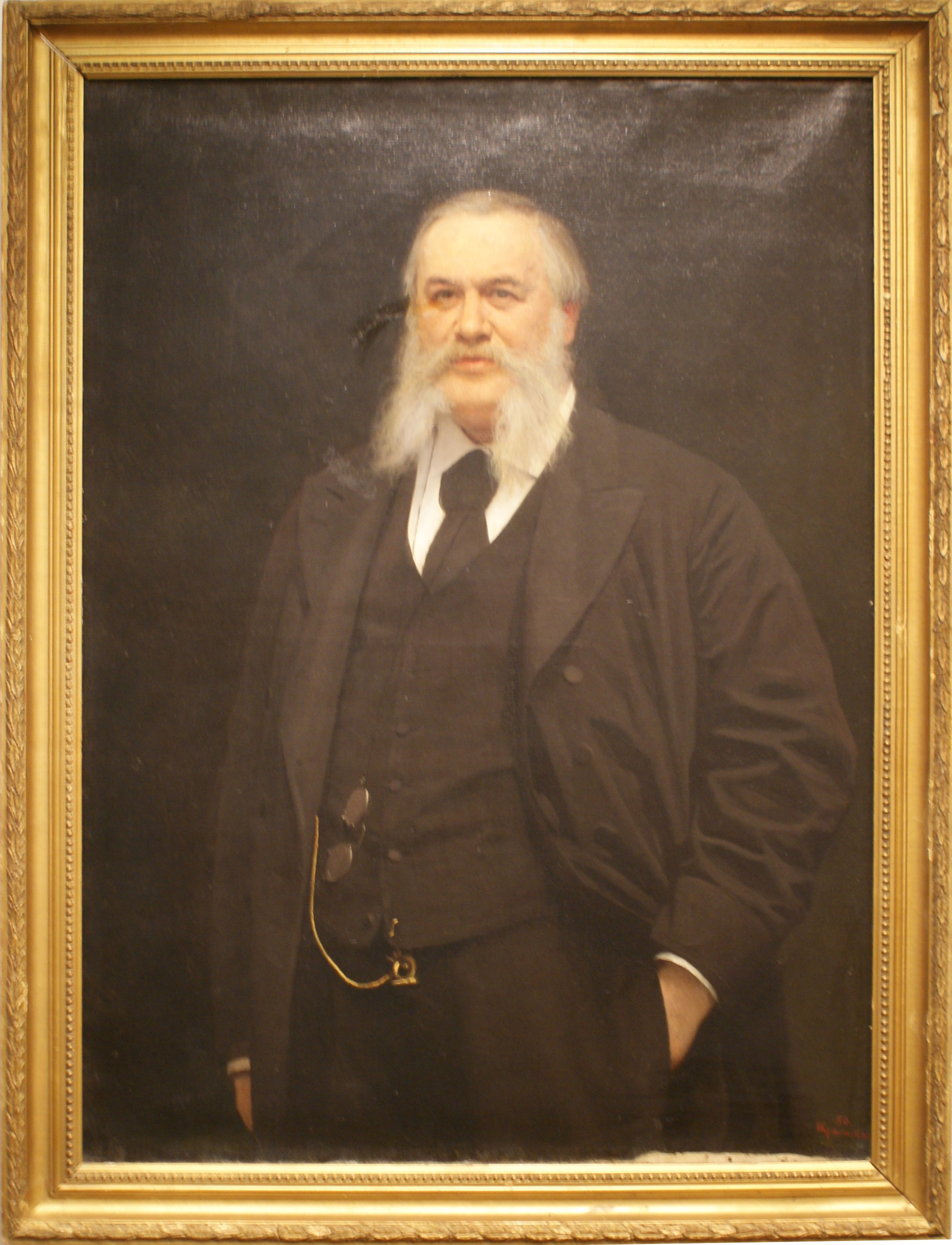
Олександр